# Ana Marinković
Ana Marinković (în sârbă Ана Маринковић; n. 7 aprilie 1881, Belgrad, Principatul Serbiei – d. 30 mai 1973, Guéthary, Aquitaine, Franța) a fost pictoriță sârbă.

## Biografie
Ana Lozanić s-a născut la 7 aprilie 1881 la Belgrad, Regatul Serbiei, din Stanka (născută Pačić) și Sima Lozanić. Tatăl ei a fost chimist, profesor și rector al Grandes écoles (ulterior transformată în Universitatea din Belgrad). A fost, de asemenea, președinte al Academiei Regale Sârbe și a ocupat diverse funcții în guvernul sârb. Mama ei era înrudită cu familia Vučić-Perišić, iar Ana era copilul mijlociu din trei frați, inclusiv fratele ei mai mare Milivoje (1878-1963) și sora mai mică Jelena, mai târziu Helen Frothingham (1885-1972).
Lozanić a terminat școala primară și secundară la Belgrad, unde a studiat arta cu Nadežda Petrović. Apoi a luat lecții particulare de artă cu Rista și Beta Vukanović, înainte de a pleca în străinătate pentru a-și continua studiile de artă în particular la Londra și Paris. În 1908, a organizat prima sa expoziție, împreună cu elevii Școlii de Arte și Meserii, și a primit laude pentru lucrările sale din partea revistelor literare sârbești. Înainte de sfârșitul deceniului, s-a căsătorit cu Vojislav Marinković, un economist și politician sârb.

## Carieră
În 1910, Marinković a fost invitat ca artist invitat să expună în cadrul Societății de Artă Lada, un grup fondat de familia Vukanović, și a devenit membru al societății în 1911. Când au izbucnit Războaiele Balcanice, în 1912, Marinković s-a alăturat profesorilor săi de artă Petrović și Vukanović ca asistentă voluntară în Corpul medical al armatei. În timpul Primului Război Mondial, ea și-a însoțit pacienții în timpul retragerii armatei sârbe prin Albania peste Munții Prokletije, ducându-i în siguranță în Corfu. Printre ceilalți pictori care au însoțit corpul medical s-a numărat Kosta Miličević, al cărui stil impresionist a influențat lucrările ulterioare ale lui Marinković.
Datorită bogăției și influenței familiei sale, Marinković nu a fost nevoită să angajeze studenți pentru a-și susține arta și a putut să picteze naturi statice, interioare și peisaje, în special din împrejurimile Belgradului, în timpul liber. De asemenea, a lucrat în acțiuni de voluntariat alături de regina Marija Karađorđević, ajutând femeile sărace și copiii lor. În 1935, tatăl ei, Sima Lozanić, a murit la 7 iulie; soțul ei, Vojislav Marinković, a murit la 18 septembrie; iar cumnatul ei, John Frothingham, fost oficial al Crucii Roșii Internaționale în timpul Primului Război Mondial și soțul surorii sale Jelena, a murit, de asemenea, la 20 noiembrie.
În timpul ocupației naziste a Belgradului, Marinković a dus o viață liniștită și solitară. Când războiul s-a încheiat și comuniștii au venit la putere, ea a decis să părăsească țara. S-a mutat în orașul de la malul mării Guéthary, pe coasta de sud-vest a Franței, unde sora ei înființase un orfelinat. A trăit modest, pictând peisaje până în anii 1970, iar spre sfârșitul vieții a donat mai multe tablouri din colecția sa privată, realizate de Paja Jovanović și Kosta Miličević, Muzeului Național al Serbiei.

## Decesul
Marinković a murit la 30 mai 1973 în Guéthary. Are picturi în colecțiile permanente ale Muzeului orașului Belgrad, ale Muzeului de Artă Contemporană din Belgrad, ale Muzeului Național al Serbiei și în alte locații din Serbia și din străinătate. Unele dintre lucrările sale, alături de cele ale lui Zora Petrović, Nadežda Petrović și ale altor artiste care au fost voluntare la Crucea Roșie sârbă, sunt expuse alături în Colecția memorială Pavle Beljanski. Arta lor prezintă similitudini stilistice, cum ar fi picturile expresioniste, dramatice, emoționale și colorate.